# هیلاری استپ

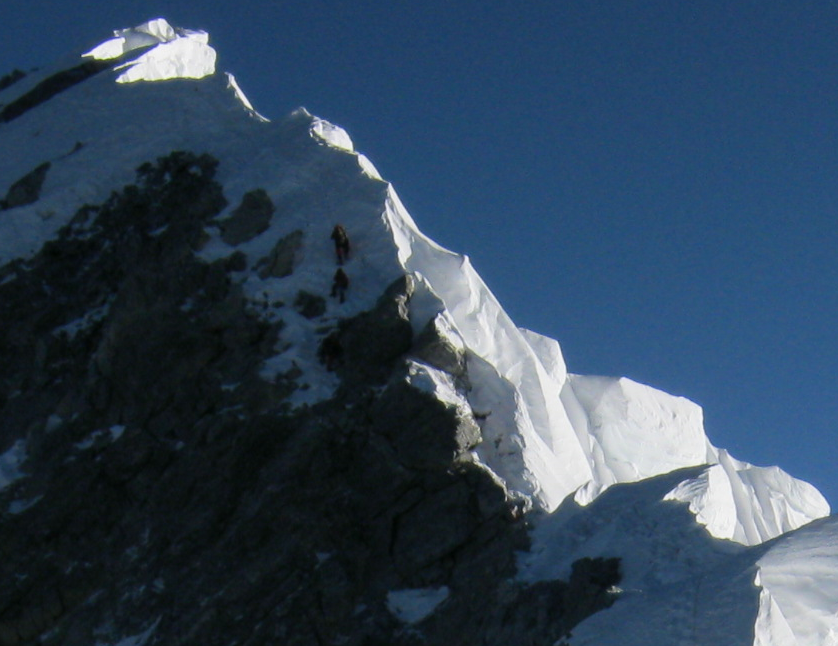
هیلاری استپ بر روی خط الراس منتهی به قله (سال ۲۰۱۰)

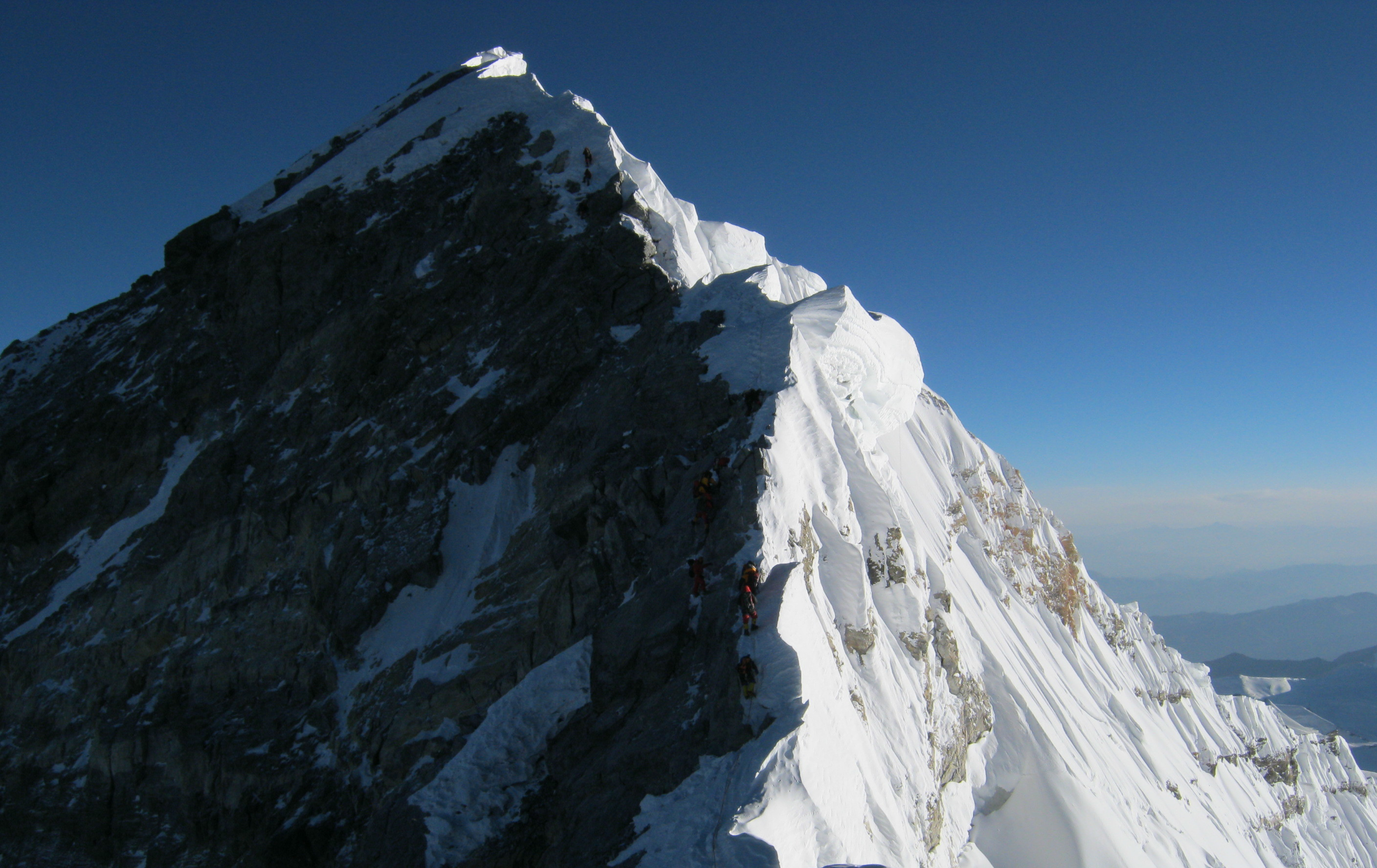
هیلاری استپ یا قدمگاه هیلاری

هیلاری استپ یا قدمگاه هیلاری (انگلیسی: Hillary Step) یک سنگ تقریباً عمودی با ارتفاع حدود ۱۲ متر (۳۹ فوت) واقع در کوه اورست است که در حدود ۸٬۷۹۰ متر (۲۸٬۸۳۹ فوت) بالاتر از سطح دریا قرار گرفته. این سنگ که در یال جنوب شرقی نیمه راه «قله جنوبی اورست» واقع شده آخرین چالش واقعی قبل از رسیدن به بالای کوه اورست از طریق مسیر جنوب شرقی است. این مرحله پس از عبور ادموند هیلاری که اولین فرد شناخته شده ایست که به همراه تنزینگ نورگی از آن گذشت تا به قله برسد نامگذاری شد.
پس از زلزله ویرانگر آوریل ۲۰۱۵ در منطقه ادعای فروریختن بخش معروف به هیلاری استپ جنجال آفرین شد. در ماه مه ۲۰۱۷ یک کوهنورد بریتانیایی گفت که این بخش در زلزله نپال نابود شده است. اما تقریباً بلافاصله دو راهنمای محلی (شرپا) در مخالفت با این ادعا گفتند که هیلاری استپ هنوز هم پابرجا اما زیر برف است.